# Новохристофорівська сільська рада
Новохристофо́рівська сільська́ ра́да — адміністративно-територіальна одиниця та орган місцевого самоврядування в Новобузькому районі Миколаївської області. Адміністративний центр — село Новохристофорівка.

## Загальні відомості
- Населення ради: 790 осіб (станом на 2001 рік)

## Населені пункти
Сільській раді підпорядковані населені пункти:
- с. Новохристофорівка
- с. Лоцкине
- с. Пархомівка
- с. Чернігівка

## Склад ради
Рада складається з 12 депутатів та голови.
- Голова ради: Курінна Наталія Володимирівна
- Секретар ради: Бублик Наталія Віталіївна

### Керівний склад попередніх скликань
| Прізвище, ім'я, по батькові    | Основні відомості                                                               | Дата обрання | Дата звільнення |
| ------------------------------ | ------------------------------------------------------------------------------- | ------------ | --------------- |
| Киричишин Олександр Вікторович | Сільський голова, 1978 року народження, член Партії регіонів                    | 26.03.2006   | 01.06.2008      |
| Курінна Наталія Володимирівна  | Сільський голова, 1955 року народження, член Народної партії                    | 30.11.2008   | 31.10.2010      |
| Курінна Наталія Володимирівна  | Сільський голова, 1955 року народження, член Народної партії                    | 30.11.2009   | 31.10.2010      |
| Курінна Наталія Володимирівна  | Сільський голова, 1971 року народження, освіта середня спеціальна, позапартійна | 31.10.2010   |                 |

Примітка: таблиця складена за даними сайту Верховної Ради України

### Депутати
За результатами місцевих виборів 2010 року депутатами ради стали:

#### За суб'єктами висування
| Суб'єкт висування | Кількість обраних депутатів | %   |
| ----------------- | --------------------------- | --- |
| Партія регіонів   | 12                          | 100 |

#### За округами
| № округу        | Прізвище, ім'я, по батькові      | Дата визнання обраним | Освіта  | Партійна приналежність | Відомості про обраного депутата                          |
| --------------- | -------------------------------- | --------------------- | ------- | ---------------------- | -------------------------------------------------------- |
| Партія регіонів |                                  |                       |         |                        |                                                          |
| 1               | Миндра Людмила Миколаївна        | 03.11.2010            | середня | позапартійна           | Новохристофорівська загальноосвітня школа, вчитель       |
| 2               | Сорока Олена Володимирівна       | 03.11.2010            | середня | член Партії регіонів   | Новохристофорівська загальноосвітня школа, вчитель       |
| 3               | Бублик Наталія Віталіївна        | 03.11.2010            | середня | член Партії регіонів   | Новохристофорівська загальноосвітня школа, вчитель       |
| 4               | Петренко Зінаїда Анатоліївна     | 03.11.2010            | середня | член Партії регіонів   | Новохристофорівська загальноосвітня школа, вчитель       |
| 5               | Касьянова Наталія Вікторівна     | 03.11.2010            | середня | член Партії регіонів   | ЗАТ Баштанський сир завод «Славія», заготівельник молока |
| 6               | Ключник Наталя Олександрівна     | 03.11.2010            | середня | член Партії регіонів   | Новохристофорівська сільська рада                        |
| 7               | Дронь Світлана Олександрівна     | 03.11.2010            | вища    | позапартійна           | Новохристофорівська загальноосвітня школа, вчитель       |
| 8               | Дронь Лариса Миколаївна          | 03.11.2010            | середня | член Партії регіонів   | Новохристофорівська сільська бібліотека, бібліотекар     |
| 9               | Гергиль Євгеній Васильович       | 03.11.2010            | вища    | член Партії регіонів   | Новохристофорівська загальноосвітня школа, вчитель       |
| 10              | Куліш Віктор Васильович          | 03.11.2010            | середня | позапартійний          | приватний підприємець                                    |
| 11              | Кожедуб Василь Васильович        | 03.11.2010            | середня | член Партії регіонів   | фермерське господарство «Орбіта», механізатор            |
| 12              | Васильєв Олександр Олександрович | 03.11.2010            | вища    | член Партії регіонів   | фермерське господарство «Шанс», голова                   |